# پل پوزیشن

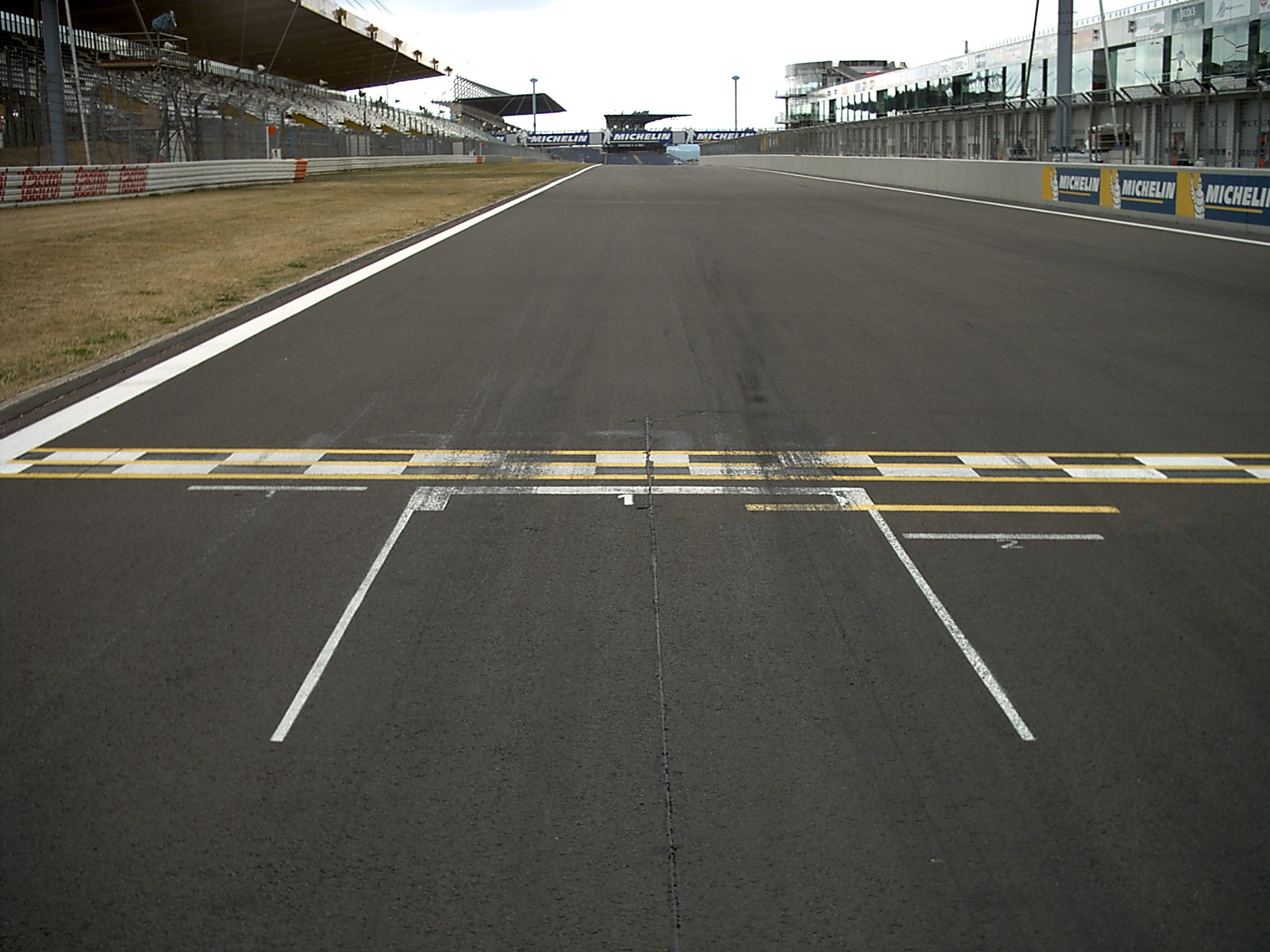
علامت‌های پول پوزیشن در پیست نوربورگ‌رینگ در آلمان

پول پوزیشن (انگلیسی: Pole position) یا خط یک در ورزش‌های موتوری به جایگاهی که در بخش داخلی ردیف اول از صف شروع رویدادهای مسابقه‌ای قرار دارد، گفته می‌شود. این جایگاه معمولاً به راننده و خودرو یا موتورسیکلتی تعلق می‌گیرد که در زمان‌گیری‌های پیش از مسابقه بهترین زمان صلاحیت‌سنجی را ثبت کرده‌باشد (نفر نخست در صف شروع مسابقه). این راننده که در رده‌بندی زمان‌گیری در ردهٔ نخست قرار گرفته، با نام پول سیتر (به انگلیسی: pole sitter) (به معنی نشسته در قطب) مورد اشاره قرار می‌گیرد. امسال ۲۰۲۱ نیز لندو نوریس(lando norris) توانست به این جایگاه دست یابد

## فرمول یک
جایگاه‌ها در صف شروع در مسابقات جایزه بزرگ، که شامل پول پوزیشن نیز می‌شوند، در اصل به واسطهٔ قرعه‌کشی در میان رانندگان مشخص می‌شدند. تا پیش از شکل‌گیری مسابقات قهرمانی جهان فرمول یک، نخستین باری که جایگاه‌های صف شروع بواسطهٔ زمانگیری صلاحیت‌سنجی مشخص شد، در جایزه بزرگ موناکو ۱۹۳۳ بود. از آن زمان تاکنون فدراسیون بین‌المللی اتومبیل‌رانی سیستم‌های تعیین خط مختلف زیادی را برای مسابقات فرمول یک معرفی کرده‌است. از زمان به‌کارگیری سیستمی که در آن در هر روز جمعه و شنبهٔ پیش از مسابقه یک مرحلهٔ تعیین خط برگزار می‌شد و زمان زیادی نیز مورد استفاده بود، تا سیستم تعیین خط کنونی با سبک حذفی که در بخش آخر آن ۱۰ راننده از ۲۰ راننده برای دستیابی به پول پوزیشن با یکدیگر رقابت می‌کنند، تغییرات مختلف و متعددی در سیستم‌های صلاحیت‌سنجی اعمال شده‌است. بین سال‌های ۱۹۹۶ تا ۲۰۰۶ میلادی فیا مجموعاً ۶ تغییر قابل توجه در روند صلاحیت‌سنجی و تعیین خط اعمال کرد؛ هر یک از این تغییرات با هدف ایجاد جذابیت بیشتر رقابت رانندگان درگرفتن پول پوزیشن برای تماشاگران مسابقات در خانه اعمال شدند.
با توجه به میزان کم سوخت موجود در خودرو در مرحلهٔ تعیین خط، پول پوزیشن به‌طور سنتی همیشه توسط سریع‌ترین راننده کسب می‌شد. اما دوران استفاده از سوخت مسابقه‌ای بین سال‌های ۲۰۰۳ تا ۲۰۰۹ این روند را تغییر داد. اگرچه قالب‌های تعیین خط متغیر بودند، اما از سال ۲۰۰۳ تا ۲۰۰۹ راننده‌هایی که برای دستیابی به پول پوزیشن تلاش می‌کردند، باید از مخزن سوخت خودروی خود را با همان مقدار سوختی پر می‌کردند که قرار بود در مسابقهٔ روز بعد نیز مسابقه را با آن شروع کنند. در نتیجه یک رانندهٔ کندتر با یک خودروی کندتر که سوخت کمتری در مخزن آن قرار داشت می‌توانست در رده‌ای بالاتر از راننده و خودرویی بهتر و سریع‌تر که مخزن سوخت آن سنگین‌تر بود قرار گرفته و پول پوزیشن را از آن خود کند. از آنجا که خودرویی با سوخت کمتر نیازمند توقف زودتر نسبت به رقیبان خود در پیت‌استاپ برای سوخت‌گیری مجدد بود، در این شرایط، داشتن پول پوزیشن در مسابقه همیشه به‌صرفه نبود. با معرفی ممنوعیت سوخت‌گیری مجدد در مسابقه، صلاحیت‌سنجی با میزان سوخت کم به مسابقات برگشت و این استراتژی‌ها برای تصمیم‌گیری دیگر در رقابت‌ها کاربردی نداشتند.

### جایزه پول پوزیشن
فدراسیون بین‌المللی اتومبیل‌رانی از سال ۲۰۱۴ تا ۲۰۱۷ جایزه‌ای را به رانندگانی اهدا می‌کرد که بدون داشتن حامی مالی، بیشترین تعداد پول پوزیشن‌ها را در طول یک فصل به دست می‌آوردند. این جایزه که تا تا پیش از فصل ۲۰۱۸ «جایزهٔ پول فیا» نام داشت، از این فصل به بعد به «جایزهٔ پول پوزیشن پیرلی» تغییر نام داد و در هر مسابقه یک تایر مخصوص تونل باد پیرلی که نام و زمان ثبت‌شدهٔ رانندهٔ پول سیتر بر روی آن نوشته شده‌است به این راننده اهدا می‌شود. در پایان فصل نیز راننده‌ای که بیشترین تعداد پول پوزیشن را در طول فصل به دست آورده‌باشد، یک تایر فرمول یک حکاکی‌شده با اندازهٔ کامل را به‌عنوان جایزه دریافت خواهد کرد.
| سال  | برنده                | تیم                    | شاسی                    | پول پوزیشن‌ها |
| ---- | -------------------- | ---------------------- | ----------------------- | ------------ |
| ۲۰۱۴ | نیکو رزبرگ           | مرسدس                  | اف۱ دبلیو۰۵ هایبرید     | ۱۱           |
| ۲۰۱۵ | لوئیز همیلتون (ق. ج) | مرسدس                  | اف۱ دبلیو۰۶ هایبرید     | ۱۱           |
| ۲۰۱۶ | لوئیز همیلتون        | مرسدس                  | اف۱ دبلیو۰۷ هایبرید     | ۱۲           |
| ۲۰۱۷ | لوئیز همیلتون (ق. ج) | مرسدس                  | اف۱ دبلیو۰۸ ئی‌کیو پاور+ | ۱۱           |
| ۲۰۱۸ | لوئیز همیلتون (ق. ج) | مرسدس                  | اف۱ دبلیو۰۹ ئی‌کیو پاور+ | ۱۱           |
| ۲۰۱۹ | شارل لکلرک           | فراری                  | اس‌اف۹۰                  | ۷            |
| ۲۰۲۰ | لوییس همیلتون (ق. ج) | مرسدس ای ام جی پتروناس | F1 w11                  | ۱۰           |

(ق. ج) نشانگر این است که راننده در همان فصل قهرمان جهان شده‌است.